# 许心武
许心武（1894年—1987年），字介忱，男，江苏仪征人，祖籍安徽歙县，中国水利学家、教育家，曾任河南大学校长，国立中央大学教授。